# Carlo Palad
Carlo „Kuku“ Palad (* 21. September 1996) ist ein philippinischer E-Sportler, der derzeit für das Team Blacklist International in der Disziplin Dota 2 antritt. Mit mehr als 1.000.000 US-Dollar erspielten Preisgeldern gehört er zu den erfolgreichsten E-Sportlern der Philippinen.

## Karriere
Palad begann seine Dota-2-Profikarriere im Jahr 2015 bei Mineski. Im selben Jahr qualifizierte er sich mit seinem Team für sein erstes Major Turnier, das Frankfurt Major 2015. Im Frühjahr des folgenden Jahres trennte sich Palad von seinem Team und unterschrieb einen Vertrag mit TNC Predator. Im Qualifikationsturnier für das Manila Major 2016 verpasste er die Turnierteilnahme durch eine Niederlage gegen sein früheres Team, Mineski. Einen Monat später sicherte sich Palad über offene Qualifikationen für The International 2016 einen Startplatz, wo er mit seinem Team den 7. – 8. Platz erreichen konnte und damit über 100.000 US-Dollar gewann. In seinen drei Jahren mit TNC Predator nahm Palad insgesamt an sechs Major-Turnieren und vier Ausgaben von The International teil. Seinen finanziell größten Turniererfolg erreichte er mit dem Sieg bei den World Electronic Sports Games 2016 mit 160.000 US-Dollar Preisgeld.
Nach drei Jahren wurde Palads Vertrag mit TNC Predator nicht mehr verlängert. Für ein Jahr spielte er im Anschluss für das malaysische Team Geek Fam, die jedoch ihr Dota-2-Team im September 2020 aufgrund von Unsicherheiten im Turnierbetrieb durch die COVID-19-Pandemie auflösten. Anfang 2021 wurde Palad von T1 unter Vertrag genommen, erreichte den dritten Platz bei dem WePlay AniMajor 2021 und qualifizierte sich für The International. Seinen ersten Turniersieg mit T1 erspielte er bei der ESL Summer 2021. Nachdem sie im Jahr darauf die Qualifikation zum größten Turnier des Jahres verpasst hatte, zog sich die Organisation von Dota 2 zurück und Palad schloss sich dem philippinischen Team Blacklist International an.

## Erfolge (Auswahl)
| Datum     | Platz    | Turnier              | Preisgeld |
| --------- | -------- | -------------------- | --------- |
| Nov. 2015 | 9. – 12. | Frankfurt Major 2015 | 9000 $    |
| Apr. 2016 | 7. – 8.  | ESL One Manila 2016  | 2500 $    |

| Datum     | Platz     | Turnier                            | Preisgeld |
| --------- | --------- | ---------------------------------- | --------- |
| Aug. 2016 | 7. – 8.   | The International 2016             | 103.852 $ |
| Jan. 2017 | 1.        | World Electronic Sports Games 2016 | 160.000 $ |
| Apr. 2017 | 9. – 16.  | The Kiev Major 2017                | 012.500 $ |
| Aug. 2017 | 9. – 12.  | The International 2017             | 074.063 $ |
| Aug 2018  | 13. – 16. | The International 2018             | 025.532 $ |
| Juni 2019 | 4.        | EPICENTER Major 2019               | 016.000 $ |
| Aug. 2019 | 9. – 12.  | The International 2019             | 137.320 $ |

| Datum     | Platz   | Turnier                | Preisgeld |
| --------- | ------- | ---------------------- | --------- |
| Juni 2021 | 3.      | WePlay AniMajor 2021   | 015.000 $ |
| Juni 2021 | 1.      | ESL One Summer 2021    | 035.000 $ |
| Okt. 2021 | 7. – 8. | The International 2021 | 200.100 $ |